# DEEN (アルバム)
『DEEN』（ディーン）は、ロックバンドDEENのデビュー・アルバム。この頃、ビーイング系のロックバンドのデビューアルバムをセルフタイトルにすることが多々あった。

## 作品の解説
宇津本直紀加入後のオリジナルアルバム。「このまま君だけを奪い去りたい」「Memories」「永遠をあずけてくれ」は田川伸治在籍の曲ではない。また、「翼を広げて」を収録していない。
売り上げは160万枚を越え、オリコン史上初のファーストシングル、ファーストアルバム両方のミリオンを達成した（その後、KinKi Kids、Kiroro、宇多田ヒカル、倉木麻衣、CHEMISTRYが達成）。
CDのレーベルの色が、ジャケットのグループ名の色と同じグリーンと、曲名が載っているホワイトの2色が存在する。

## 収録曲
| #   | タイトル                         | 作詞                 | 作曲       | 編曲       |
| --- | -------------------------------- | -------------------- | ---------- | ---------- |
| 1.  | 「瞳そらさないで」               | 坂井泉水             | 織田哲郎   | 葉山たけし |
| 2.  | 「FOR MY LIFE」                  | 池森秀一             | 池森秀一   | 池田大介   |
| 3.  | 「Keep on Dancin'」              | 小田佳奈子           | 山根公路   | 大島康祐   |
| 4.  | 「いつかきっと…」                | 池森秀一             | 栗林誠一郎 | 葉山たけし |
| 5.  | 「思い切り笑って」               | 川島だりあ           | 織田哲郎   | 葉山たけし |
| 6.  | 「Memories」                     | 池森秀一・井上留美子 | 織田哲郎   | 葉山たけし |
| 7.  | 「このまま君だけを奪い去りたい」 | 上杉昇               | 織田哲郎   | 葉山たけし |
| 8.  | 「広い世界で君と出会った」       | 池森秀一             | 池森秀一   | 葉山たけし |
| 9.  | 「FOREVER」                      | 池森秀一             | 池森秀一   | 大島康祐   |
| 10. | 「恋が突然よみがえる」           | 池森秀一             | 山根公路   | 古井弘人   |
| 11. | 「永遠をあずけてくれ」           | 川島だりあ           | 栗林誠一郎 | 葉山たけし |

## 楽曲解説
1. 瞳そらさないで
5thシングル
2. FOR MY LIFE
3. Keep on Dancin'
4. いつかきっと…
5. 思いきり笑って
6. Memories
3rdシングル
7. このまま君だけを奪い去りたい
1stシングル
8. 広い世界で君と出会った
9. FOREVER
3rdシングルのカップリング
10. 恋が突然よみがえる
11. 永遠をあずけてくれ
4thシングル

## 参加アーティスト
- 葉山たけし - ギター
- 青木智仁 - ベース
- 小野塚晃 from DIMENSION - ピアノ
- 勝田かず樹 from DIMENSION - サックス
- 澤野博敏 - トランペット
- 佐々木史郎 - トランペット
- 野村宏之 - チューバ
- 佐藤正 - パーカッション
- 大黒摩季 - コーラス
- 栗林誠一郎 from ZYYG - コーラス
- 川島だりあ from FEEL SO BAD - コーラス
- 生沢佑一 from TWINZER - コーラス